# Margagiri (Bojonegara)
Margagiri is een bestuurslaag in het regentschap Serang van de provincie Banten, Indonesië. Margagiri telt 5512 inwoners (volkstelling 2010).